# Alan Johnson (cầu thủ bóng đá, sinh năm 1971)
Alan Keith Johnson (sinh ngày 19 tháng 2 năm 1971 ở Billinge, Wigan) là một cựu cầu thủ bóng đá từng thi đấu ở vị trí hậu vệ.